# Josefina (ville)
Pour les articles homonymes, voir Josefina.
Josefina est une localité de la province du Zamboanga du Sud, aux Philippines. En 2015, elle compte 11 799 habitants.